# حمله شترهای جهش‌یافته
حمله شترهای جهش‌یافته (به انگلیسی: Attack of the Mutant Camels) یک بازی ویدئویی فراواقع‌گرایی در سبک شوتم آپ توسط شرکت لاماسافت توسعه یافته و در سال ۱۹۸۳ برای کمودور ۶۴ و آتاری ۸ بیت منتشر گردید.

## گیم‌پلی
این بازی از مجموعه بازی‌های شوتم آپ می‌باشد که صفحه به صورت افقی در آن حرکت می‌کند. اما شما در این بازی می‌توانید با کنترل سفیه در جهات مختلف حرکت کنید. در این بازی شترها در ابتدا به رنگ زرد هستند که با شلیک لیزر به آن‌ها تغییر رنگ داده و در نهایت نابود می‌شوند.

## داستان
۱۰۰ سال از جنگ ننگین گرید (Grid) گذشته. قهرمان بازی در حال تماشای تلویزیون است ولی ناگهان برنامه‌های تلویزیون قطع شده و خبر فوری پخش می‌گردد: از تمامی خلبانان کارآزموده اسکادران گریدرانر (gridrunner) درخواست می‌شود سریعاً به پایگاه مراجعه کنند.
وقتی به پایگاه می‌رسید بلافاصله شما را به اتاق توجیه می‌برند و رئیس درآنجا شروع به صحبت می‌کند: «هدف ما از احضار شما به اینجا این است که به شما بگوییم زمین در خطر است. دشمنان با سلاح‌های پیشرفته تر بازگشته‌اند و ما قصد داریم یک اسکادران جدید با کد رمز ماتریکس ایجاد کنیم.» و قهرمان بازی از این لحظه با استفاده از جدیدترین ناوهای جنگی فضایی مأمور می‌شود تا زمین را از حمله مهاجمان حفظ کند.

## سیستم‌ها
این بازی در سال ۱۹۸۳ برای رایانه خانگی کمودور ۶۴ منتشر گردید. سپس یک نسخه از این بازی نیز برای سری رایانه‌های ۸ بیتی آتاری تولید و طراحی گردید.